# When a Woman Loves (Patti LaBelle)
| Recensione           | Giudizio  |
| -------------------- | --------- |
| AllMusic             |           |
| Entertainment Weekly | B-        |
| People               | (average) |
| Vibe                 |           |

When a Woman Loves è il quattordicesimo album solista pubblicato dalla cantante Patti LaBelle, il sesto per l'etichetta MCA Records . L'album è stato pubblicato il 24 ottobre 2000.

## Antefatti
Patti LaBelle aveva già raggiunto il successo solista con almeno un album di platino e quattro album d'oro. Quattro dei successi certificati furono pubblicati attraverso la MCA Records, etichetta con cui aveva un contratto dal 1985. Con la guida dell'etichetta e con suo marito, Armstead Edwards, LaBelle aveva finalmente raggiunto il successo solista che cercava da quando aveva lasciato il celebre gruppo, Labelle, nel 1976. Erano passati tre anni dal suo ultimo album, Flame, certificato Platinum, che conteneva la hit, "When You Talk About Love".
Dopo aver vinto il suo secondo Grammy Award per il suo album live, Live! One Night Only, LaBelle si prese un periodo di pausa. Il matrimonio di LaBelle ed Edwards sembrava solido, ma all'inizio del 2000, la coppia annunciò la loro separazione dopo 31 anni di matrimonio. La notizia scioccò i fan della cantante, la quale spesso confidava ai media che la loro relazione era costruita sulle loro differenze opposte. Dopo la notizia della separazione, LaBelle tornò nello studio di registrazione per lavorare al suo prossimo album in studio per la MCA Records. Dopo il modesto successo della canzone del 1989 "If You Asked Me To", la LaBelle e la scrittrice della canzone, Diane Warren, decisero di lavorare insieme su questo nuovo album.

## Registrazione
When A Woman Loves non fu prodotto solamente da Warren e dell'amica Denise Rich, le quali scrissero diverse canzoni, ma anche Jimmy Jam e Terry Lewis, produttori degli ultimi due successi di Patti LaBelle, "The Right Kinda Lover" e "When You Talk About Love". Una volta uscito l'album, quando i critici ascoltarono le nuove tracce, pensarono che il divorzio della LaBelle da suo marito Edwards fosse la causa del suono proveniente dalle tracce e dalla voce della cantante. La LaBelle però negò queste critiche. Poiché Edwards aveva anche ricoperto il ruolo di manager di LaBelle per quasi 30 anni, decise di lascirare il compito figlio della coppia, Zuri.

## Accoglienza
Al momento della sua uscita, When a Woman Loves è comparso nelle classifiche pop e R&B. L'unico singolo dell'album, "Call Me Gone", non è riuscito ad entrare in classifica e non è stato molto riprodotto in radio. Sebbene la title track abbia avuto airplay e il fatto che Patti LaBelle l'abbia cantata per promuovere il disco, essa non è mai stata pubblicata come singolo e l'album è uscito dalle classifiche dopo solo dieci settimane, diventando il primo album in studio della LaBelle dai tempi di This Christmas, a non essere certificato.

## Tracce
Tutti i brani sono stati scritti da Diane Warren
1. "The Kitchen" (0:57)
2. "When a Woman Loves" (4:47)
3. "Make Tonight Beautiful" (4:42)
4. "If I Was a River" (4:27)
5. "Why Do We Hurt Each Other" (5:59)
6. "Too Many Tears, Too Many Times" (5:30)
7. "Call Me Gone" (4:46)
8. "Time Will" (5:47)
9. "Tell Me Where It Hurts" (4:01)
10. "I'll Still Love You More" (4:41)
11. "Love Will Lead You Back" (5:03)
12. "When a Woman Loves" (reprise) (2:53)